# سید کاوندیش
سید کاوندیش (انگلیسی: Sid Cavendish؛ ۲۸ فوریه ۱۸۷۶ – ۲۰ ژوئیه ۱۹۵۴ (aged 77)) بازیکن فوتبال اهل بریتانیا بود.
از باشگاه‌هایی که در آن بازی کرده‌است می‌توان به باشگاه فوتبال ساوت‌همپتون و باشگاه فوتبال لیتون اورینت اشاره کرد.